# Siedlec (Łęczyca)
Pour les articles homonymes, voir Siedlec.
Siedlec (prononciation [ˈɕɛdlɛt͡s]) est un village de la gmina de Łęczyca, du powiat de Łęczyca, dans la voïvodie de Łódź, situé dans le centre de la Pologne.
Il se situe à environ 9 kilomètres au nord-ouest de Łęczyca (siège de la gmina et du powiat) et 44 kilomètres au nord-ouest de Łódź (capitale de la voïvodie).
Sa population s'élève approximativement à 450 habitants.

## Administration
De 1975 à 1998, le village était attaché administrativement à l'ancienne voïvodie de Płock.

Depuis 1999, il fait partie de la nouvelle voïvodie de Łódź.